# CBeebies
CBeebies(씨비비스)는 영국의 방송사 BBC가 운영하는 미취학 아동 대상 텔레비전 채널이다.
2002년 2월 11일 CBBC와 별도의 채널로 분리되면서 개국하였다. 이 때부터 BBC Four와 채널을 공유하며 오전 6시~오후 7시까지 방송하였다.
2007년부터 해외에서도 방송을 시작하여 현재 국내에서도 송출중이다. 2015년에는 KBS 키즈에서 콘텐츠를 공급하여 한국어방송 및 영어방송을 편성하여 방송중이다.
한국 자회사
2006년 3월 12일(16년 전) 개국함. (South Korea)
2024년 7월 17일 LG 헬로 채널 변경 으로 인한 송출.

## 방영 프로그램
- 사라와 오리
- 텔레토비
- 다이노포스
- 헤이!더기
- 찰리와 롤라
- 미스터 메이커
- 쇼미 쇼미
- 인 더 나잇 가든
- 아이 캔 쿡
- 바다 탐험대 옥토넛
- 클랭어 새앙쥐들의 모험
- 덜렁이 고양이 우시와트
- 고!제터스
- 앤디의 공룡 대탐험
- 스팟 박스
- 러프 러프, 트위트와 데이브
- 넘텀스
- 마이 펫 앤드 미
- 잭 할아버지의 무지개 배
- 트월리우스

## 채널 번호
- 프리뷰 (영국) - 121번, 124번 (HD)
- 프리샛 - 601번 (SD/HD), 608번 (SD)
- 스카이 UK - 614번, 624번 (SD/HD)
- 버진미디어 - 702번, 711번 (HD)
- Now TV(홍콩) - 447번
- 지니TV - 977번
- U+ TV - 303번
- LG헬로비전 - 225번
- KCTV제주방송 - 442번